# Our Finest Flowers
Our Finest Flowers to album autorstwa awangardowej grupy The Residents wydany w 1992 roku. Według początkowych zamysłów zawartość płyty miał stanowić zbiór największych przebojów grupy wydany z okazji ich 20 rocznicy powstania, po głębszym namyśle (według historii przytoczonej przez The Cryptic Corporation głównym impulsem dla zespołu było zwymiotowanie przez jednego z członków na kartkę papieru zawierającą listą największych przebojów, które miały trafić na wydawnictwo) zespół postanowił wypuścić album zawierający nowe piosenki zbudowane na podstawie znanych fanom kompozycji.

## Lista utworów
1. Gone Again
2. The Sour Song
3. Six Amber Things
4. Mr. Lonely
5. Perfect Goat
6. Blue Tongues
7. Jungle Bunny
8. I'm Dreaming of a White Sailor
9. Or Maybe a Marine
10. Kick a Picnic
11. Dead Wood
12. Baby Sister
13. Forty-Four No More
14. He Also Serves
15. Ship of Fools
16. Be Kind to U-WEB Footed Friends